# Irène Lagut
 (octobre 2024).
Si vous disposez d'ouvrages ou d'articles de référence ou si vous connaissez des sites web de qualité traitant du thème abordé ici, merci de compléter l'article en donnant les références utiles à sa vérifiabilité et en les liant à la section « Notes et références ».
Marie-Reine Onasime Lagut, dite Irène Lagut, née le 3 janvier 1893 à Sucy-en-Brie et morte dans sa 102e année, le 4 août 1994 à la Maison russe de Menton, est une peintre française, élève de Picasso. Elle peignit essentiellement des têtes de femmes, des enfants et des arlequins. Elle figura à partir de 1920 au Salon de la Société des artistes indépendants.

## Biographie

### Ses débuts (1914 - 1923)
Alors que la Grande Guerre éclate, elle rencontre à Paris le peintre Serge Jastrebzoff, dit Serge Férat, avec qui elle vit sept ans et qui dirige avec Apollinaire et Hélène d'Oettingen la revue Les Soirées de Paris. Il l'initie à la peinture tout en respectant son inspiration personnelle. L'atelier de Serge est au 67 boulevard Saint-Jacques, le sien au 67 bis. Dès lors elle ne pensera plus qu'à peindre.
En 1916 Irène Lagut est à Bénodet en compagnie de Serge Férat avec lequel elle entretient une liaison orageuse (Max Jacob y fait allusion dans la lettre à Joseph Altounian du 3 septembre 1916)
Elle fait ses débuts cette même année en exposant à l'atelier rue Maison-Dieu, à Paris (dans le 14e arrondissement). En 1917, elle participe à la première exposition des Soirées de Paris, du 21 au 31 janvier, chez Madame Bongard, 15 rue de Penthièvre, à Paris (dans le 5e arrondissement). Exposition qui présente des peintures de Léopold Survage et des dessins et aquarelles d'Irène. Le catalogue est préfacé par Guillaume Apollinaire.
Irène Lagut travaille aux côtés des amis de Serge, Max Jacob, Chirico, Gino Severini, Ardengo Soffici, la baronne Hélène d'Oettingen. Apollinaire organise une exposition de Léopold Survage avec des dessins et aquarelles d'Irène Lagut. En 1920, Irène Lagut illustre le programme du premier concert du groupe des Six.
Trois ans plus tard, Irène épouse le docteur Firmin Cadenat et expose chez Paul Rosenberg.

## Ses illustrations
- Devoirs de vacances de Raymond Radiguet (1921 – ed. La Sirène, 198 exemplaires)
- Les Coplas de Louis Émié (1965 – ed. De Pujols, 149 exemplaires)
- Journal d'un cheval de Claire Goll
- Enfantines de Valéry Larbaud
- Les Clowns d'Elvire de Guillaume Apollinaire